# نظام دالغرين لتصنيف النباتات
نظام دالغرين لتصنيف النباتات (بالإنجليزية: Dahlgren system)‏ هو واحد من أنظمة التصنيف الحديثة التي وضعت لتصنيف النباتات وتم نشره من قبل عالم النبات السويدي-الدانماركي المختص بإحاديات الفلقة رولف دالغرين.
زوجته غيرترود دالغرين تابعت الموضوع بعد وفاته.
حسب اللائحة الموسعة للبروفيسور ريفيل (أنظر 1
2
3
4, لاحظ
المرادفات لكل اسم من هذا النظام), فأن نظام دالغرين يحتوي التالي:
- طائفة ثنائيات الفلقة
صنف ماغنولانيات
طبقة ماغنولاوايات
رتبة ماغنوليات
فصيلة قشديات
فصيلة بسباسية
فصيلة Eupomatiaceae
فصيلة Canellaceae
فصيلة أستربيلية
رتبة Aristolochiales
فصيلة زراوندية
رتبة Rafflesiales
فصيلة رافليسية
فصيلة Hydnoraceae
رتبة ماغنوليات
فصيلة Degeneriaceae
فصيلة Himantandraceae
فصيلة ماغنولية
رتبة Lactoridales
فصيلة Lactoridaceae
رتبة كانلال
فصيلة Winteraceae
رتبة كلورانطية
فصيلة كلورانطية
رتبة ليسوميات
فصيلة ليسومية
فصيلة شزندرية
رتبة غاريات
فصيلة أمبوريلة
فصيلة تريمينية
فصيلة مونيميات
فصيلة Gomortegaceae
فصيلة كأسيات الزهر
فصيلة غارية
رتبة نيلم
فصيلة نيلومبية
طبقة نيلوفراوايات
رتبة فلفليات
فصيلة صروية
فصيلة فلفلية
رتبة نيلوفريات
فصيلة Cabombaceae
فصيلة نيلوفرية
فصيلة شمبلان
طبقة حوذاناوايات
رتبة حوذانيات
فصيلة لرديزباليات
فصيلة لرديزباليات
فصيلة بذر قمرية
فصيلة Kingdoniaceae
فصيلة Circaeasteraceae
فصيلة حوذانية
فصيلة Hydrastidaceae
فصيلة برباريسية
رتبة حوذانيات
فصيلة خشخاشية
فصيلة شاهترجية
طبقة قرنفلاوايات
رتبة قرنفليات
فصيلة مغيريات
فصيلة قرنفلية
فصيلة الفصيلة الصبغية
فصيلة Achatocarpaceae
فصيلة Agdestidaceae
فصيلة Basellaceae
فصيلة رجلية
فصيلة Stegnospermataceae
فصيلة شبية
فصيلة ديمومية
فصيلة Halophytaceae
فصيلة صبار
فصيلة Didiereaceae
فصيلة Hectorellaceae
فصيلة سرمقاوية
فصيلة قطيفية
طبقة Polygonanae
رتبة Polygonales
فصيلة بطباطية
طبقة Plumbaginanae
رتبة Plumbaginales
فصيلة رصاصية
فصيلة رصاصية
طبقة خبازيات
رتبة خبازيات
فصيلة Sterculiaceae
فصيلة Plagiopteraceae
فصيلة بكسية
فصيلة Cochlospermaceae
فصيلة قريضية
فصيلة Sphaerosepalaceae
فصيلة Sarcolaenaceae
فصيلة Huaceae
فصيلة زيزفونيات
فصيلة مجنحية الثمر
فصيلة بومباكساوية
فصيلة خبازية
رتبة قراصيات
فصيلة دردارية
فصيلة توتية
فصيلة قراصية
فصيلة كثاة
فصيلة قنبية
فصيلة قراصية
رتبة Euphorbiales
فصيلة فربيونية
فصيلة Simmondsiaceae
فصيلة Pandaceae
فصيلة Aextoxicaceae
فصيلة جفبلارية
رتبة مثنانية
فصيلة Gonystylaceae
فصيلة مثنانية
رتبة نبقيات
فصيلة سدرية
طبقة Violanae
رتبة Violales
فصيلة Flacourtiaceae
فصيلة بربريوسية
فصيلة أفلوية
فصيلة Physenaceae
فصيلة آلامية
فصيلة Dipentodontaceae
فصيلة Peridiscaceae
فصيلة Scyphostegiaceae
فصيلة بنفسجية
فصيلة Turneraceae
فصيلة Malesherbiaceae
فصيلة باكسيات
رتبة قرعيات
فصيلة طهبيات
فصيلة قرعية
فصيلة بغونيات
فصيلة داتيسكه
رتبة صفصافية
فصيلة صفصافية
رتبة Tamaricales
فصيلة طرفاوية
فصيلة جرمل
رتبة Capparales
فصيلة قبارية
فصيلة كرنبية
فصيلة Tovariaceae
فصيلة بليحائية
فصيلة ملتفات السداة
فصيلة Bataceae
فصيلة بانية
رتبة Tropaeolales
فصيلة كبوسينية
فصيلة Limnanthaceae
رتبة Salvadorales
فصيلة أراكية
طبقة Theanae
رتبة ديلنيات
فصيلة ديلنية
رتبة عود الصليب
فصيلة حوذانية
فصيلة عود الصليب
رتبة Theales
فصيلة يعشيل
فصيلة Pentaphylacaceae
فصيلة Marcgraviaceae
فصيلة Quiinaceae
فصيلة Ancistrocladaceae
فصيلة Dioncophyllaceae
فصيلة نابنطية
فصيلة Medusagynaceae
فصيلة كاريوكار ية
فصيلة Strasburgeriaceae
فصيلة أوكنية
فصيلة بلوطية ذهبية
فصيلة Oncothecaceae
فصيلة لوسيتية
فصيلة شاي
فصيلة بوناتية
فصيلة كلوزية
فصيلة إلطينيات
رتبة Lecythidales
فصيلة لوسيتية
طبقة ربيعيات
رتبة ربيعيات
فصيلة مرسينية
فصيلة Aegicerataceae
فصيلة ثواجيات
فصيلة ربيعية
فصيلة Coridaceae
رتبة Ebenales
فصيلة سبوتية
فصيلة إصطركية
فصيلة Lissocarpaceae
فصيلة إبنوسية
طبقة ورداوايات
رتبة Trochodendrales
فصيلة Trochodendraceae
فصيلة Tetracentraceae
رتبة Cercidiphyllales
فصيلة Cercidiphyllaceae
فصيلة Eupteleaceae
رتبة Hamamelidales
فصيلة مشتركات
فصيلة دلبية
فصيلة Myrothamnaceae
رتبة Balanopales
فصيلة Balanopaceae
رتبة زانية
فصيلة زان جنوبي
فصيلة زانية
فصيلة قضبانية
فصيلة قضبانية
رتبة Juglandales
فصيلة Rhoipteleaceae
فصيلة جوزية
رتبة زانيات (نبات)
فصيلة شمعيات
رتبة كازارينية
فصيلة كازارينية
رتبة شمشاديات)
فصيلة شمشادية
فصيلة زيفاء
فصيلة Didymelaceae
رتبة Geissolomatales
فصيلة Geissolomataceae
رتبة Cunoniales
فصيلة عذاميات
فصيلة عذاميات
فصيلة بروقة
فصيلة عذاميات
فصيلة عذاميات
رتبة كاسريات الحجر
فصيلة كاسرات الحجر
فصيلة Francoaceae
فصيلة زهرية العسل
فصيلة Brexiaceae
فصيلة كشمش
فصيلة Iteaceae
فصيلة سيفالوتس
فصيلة مخلدية
فصيلة بدوستمونية
رتبة Droserales
فصيلة دروسيرية
فصيلة Lepuropetalaceae
فصيلة Parnassiaceae
رتبة ورديات
فصيلة وردية
فصيلة نورادية
فصيلة تفاحاوات
فصيلة لوزاوات
فصيلة Anisophylleaceae
فصيلة متصالبية
فصيلة سوريانيات
فصيلة Rhabdodendraceae
رتبة جونيريات
فصيلة جونيرية
طبقة بروطياوايات
رتبة بروطيات
فصيلة بروطية
رتبة Elaeagnales
فصيلة خلافية
طبقة آسيات
رتبة آسيات
فصيلة Psiloxylaceae
فصيلة Heteropyxidaceae
فصيلة آسية
فصيلة أخدرية
فصيلة عكر أبو قرون
فصيلة خثرية
فصيلة قمبريطية
فصيلة ثغريات سوداء
فصيلة Memecylaceae
فصيلة Crypteroniaceae
فصيلة Oliniaceae
فصيلة Penaeaceae
فصيلة Rhynchocalycaceae
فصيلة Alzateaceae
رتبة Haloragales
فصيلة فرصاديات الملح
طبقة صابونيات
رتبة صابونيات
فصيلة عشبة الدباغين
فصيلة بطمية
فصيلة سيماروبية
فصيلة بلاذراوات
فصيلة صابونية
فصيلة كستناوات الحصان
فصيلة قيقبية
فصيلة Akaniaceae
فصيلة Bretschneideraceae
فصيلة Emblingiaceae
فصيلة Staphyleaceae
فصيلة زهرية العسل
فصيلة Sabiaceae)
فصيلة Meliosmaceae
فصيلة كونارية
رتبة فوليات
فصيلة سنطاوات
فصيلة سيزالبيناوات
فصيلة بقولية
رتبة صابونيات
فصيلة سذابية
فصيلة Ptaeroxylaceae
فصيلة Cneoraceae
فصيلة سيماروبية
فصيلة Tepuianthaceae
فصيلة بخورية
فصيلة أزدرختية
رتبة فوليات
فصيلة ملبيغية
فصيلة Trigoniaceae
فصيلة فوتشية
فصيلة مغزرية
فصيلة رطنية
رتبة غرنوقيات
فصيلة قديسية
فصيلة Peganaceae
فصيلة حرملية
فصيلة غرنوقية
فصيلة Vivianiaceae
فصيلة Ledocarpaceae
فصيلة أخيليا بيبرشتاين
فصيلة Dirachmaceae
فصيلة Balanitaceae
رتبة Linales
فصيلة كتانية
فصيلة Humiriaceae
فصيلة Ctenolophonaceae
فصيلة Ixonanthaceae
فصيلة كوكيات
فصيلة Lepidobotryaceae
فصيلة حماضية
رتبة حرابيات
فصيلة Stackhousiaceae
فصيلة Lophopyxidaceae
فصيلة Cardiopteridaceae
فصيلة Corynocarpaceae
فصيلة حرابية
رتبة حاملات الجذور
فصيلة حاملات الجذور
فصيلة شبيهات الزيتون
رتبة Balsaminales
فصيلة البلسميات
طبقة Vitanae
رتبة كرميات
فصيلة كرمية
طبقة صندلاوايات
رتبة صندليات
فصيلة أولاكسية
فصيلة Opiliaceae
فصيلة إسارية
فصيلة Medusandraceae
فصيلة Misodendraceae
فصيلة Eremolepidaceae
فصيلة صندلية
فصيلة Viscaceae
طبقة Balanophoranae
رتبة صندليات
فصيلة طرثوث
فصيلة Balanophoraceae
طبقة خيميات
رتبة Pittosporales
فصيلة حبضيات
فصيلة Tremandraceae
فصيلة Byblidaceae
رتبة خيميات
فصيلة أرالية
فصيلة خيمية
طبقة نجمياوايات
رتبة Campanulales
فصيلة Pentaphragmataceae
فصيلة جريسية
فصيلة لوبيلاوات
رتبة نجميات
فصيلة نجمية
طبقة باذنجانيات
رتبة باذنجانيات
فصيلة باذنجانية
فصيلة Sclerophylacaceae
فصيلة Goetzeaceae
فصيلة محمودية
فصيلة حامول
فصيلة قوبيات
فصيلة بولامونيونية
رتبة حمحميات
فصيلة زهراوات الأحراج
فصيلة مقيفاوات
فصيلة حمحمية
فصيلة لينواوات
فصيلة Hoplestigmataceae
طبقة Ericanae
رتبة مشيكيات
فصيلة مشيكية
فصيلة Grubbiaceae
رتبة Fouquieriales
فصيلة أوكوتيلة
رتبة خلنجيات
فصيلة Actinidiaceae
فصيلة لثاتيات
فصيلة سيريلية (نبات)
فصيلة خلنجية
فصيلة خلنجية
فصيلة كسوبيات
فصيلة Pyrolaceae
فصيلة خلنجية
رتبة Stylidiales
فصيلة Stylidiaceae
رتبة نبات الإبريق
فصيلة سراسينية (فصيلة)
طبقة قرانيات
رتبة قرانيات
فصيلة شرابات الحرير
فصيلة Alangiaceae
فصيلة Nyssaceae
فصيلة قرانية
فصيلة دباقة
فصيلة Davidiaceae
فصيلة إسكلونيات
فصيلة Helwingiaceae
فصيلة Torricelliaceae
فصيلة Aucubaceae
فصيلة Aralidiaceae
فصيلة كأسية خماسية الأوراق
فصيلة Phellinaceae
فصيلة الفصيلة البهشية
فصيلة شبه مخفيات
فصيلة وتدي السداة
فصيلة لطريات
فصيلة إيكاسينية
فصيلة Montiniaceae
فصيلة كولوميليات
فصيلة Alseuosmiaceae
فصيلة هدرانجية
فصيلة خمان
فصيلة مسكية
فصيلة جنطيانية
فصيلة مسكية
فصيلة Phyllonomaceae
فصيلة Tribelaceae
فصيلة Eremosynaceae
فصيلة Pterostemonaceae
فصيلة Tetracarpaeaceae
رتبة Eucommiales
فصيلة Eucommiaceae
رتبة ممشقيات
فصيلة خمانية
فصيلة ناردينية
فصيلة ممشقية
فصيلة Morinaceae
فصيلة Calyceraceae
طبقة لواسية
رتبة Loasales
فصيلة لواسية
طبقة جنطيانيات
رتبة Goodeniales
فصيلة مخالب الباز
رتبة Oleales
فصيلة زيتونية
رتبة جنطيانيات
فصيلة Desfontainiaceae
فصيلة لوغانية
فصيلة Dialypetalanthaceae
فصيلة فوية
فصيلة فوية
فصيلة جنطيانية
فصيلة Saccifoliaceae
فصيلة دفلية
فصيلة صقلاباوات
طبقة لاميوناوايات
رتبة شفويات
فصيلة Retziaceae
فصيلة سطحائيات جافة
فصيلة بدليات
فصيلة غدبية
فصيلة Myoporaceae
فصيلة عينون
فصيلة حملية
فصيلة سندبيات
فصيلة بيدالية
فصيلة Trapellaceae
فصيلة مارتيناوات
فصيلة غزنرية
فصيلة بنيونية
فصيلة أقنتية
فصيلة لويزية
فصيلة شفوية
فصيلة بهي الشعر
رتبة Hydrostachyales
فصيلة Hydrostachyaceae
رتبة Hippuridales
فصيلة أفورس
صنف زنبقانيات
طبقة مزماريات
رتبة مزماريات
فصيلة جارة الماء
فصيلة بوطي
فصيلة حب مائية
فصيلة Limnocharitaceae
فصيلة مزمارية
رتبة Najadales
فصيلة Scheuchzeriaceae
فصيلة عاشميات
فصيلة نجا (نبات)
فصيلة جار النهر
فصيلة حزامية
فصيلة بوزيدونيا
فصيلة Cymodoceaceae
فصيلة جار النهر
طبقة Triuridanae
رتبة Triuridales
فصيلة Triuridaceae
طبقة لوفيات
رتبة لوفيات
فصيلة لوفية
فصيلة قصب الذريرة
فصيلة لمنية
طبقة زنبقاوايات
رتبة ديسقوريات
فصيلة ديسقورية
فصيلة ديسقورية
فصيلة سداتيات
فصيلة زهور الخفاش
فصيلة Trilliaceae
فصيلة أملود مفصلي
فصيلة Petermanniaceae
فصيلة فشاغيات
رتبة هليونيات
فصيلة ثحثحيات
فصيلة Luzuriagaceae
فصيلة نوليناوات
فصيلة نوليناوات
فصيلة هليونية
فصيلة سفندرية
فصيلة أغافاوات
فصيلة نوليناوات
فصيلة Asteliaceae
فصيلة Dasypogonaceae
فصيلة Calectasiaceae
فصيلة جرسية
فصيلة مصفورية
فصيلة أغافية
فصيلة Hypoxidaceae
فصيلة Tecophilaeaceae
فصيلة Lanariaceae
فصيلة زعيتمانية
فصيلة Cyanastraceae
فصيلة زنبقاوات النهار
فصيلة أزهار رمحية
فصيلة نوليناوات
فصيلة بروقية
فصيلة أغافاوات
فصيلة Aphyllanthaceae
فصيلة زنبقاوات النهار
فصيلة أغافاوات
فصيلة إشقيلاوات
فصيلة ثومية
فصيلة نرجسية
رتبة زنبقيات
فصيلة لحلاحية
فصيلة Uvulariaceae
فصيلة سوسنية
فصيلة ألستروميرياسيات
فصيلة Calochortaceae
فصيلة زنبقية
رتبة Melanthiales
فصيلة زهور حزمية
فصيلة Campynemataceae
رتبة Burmanniales
فصيلة برمانية
فصيلة Corsiaceae
رتبة Orchidales
فصيلة Neuwiediaceae
فصيلة Apostasiaceae
فصيلة Cypripediaceae
فصيلة سحلبية
طبقة Bromelianae
رتبة Velloziales
فصيلة Velloziaceae
رتبة Bromeliales
فصيلة بروميلية
رتبة وعلانيات
فصيلة نبات الدم
رتبة Philydrales
فصيلة Philydraceae
رتبة Pontederiales
فصيلة بونتديرية
رتبة Typhales
فصيلة بوطية
طبقة زنجبيليات
رتبة زنجبيليات
فصيلة Lowiaceae
فصيلة موزية
فصيلة هيليكونيا
فصيلة إسترلتزية
فصيلة زنجبيلية
فصيلة قسطية
فصيلة قنا
فصيلة مرتينيات
طبقة وعلاناوايات
رتبة وعلانيات
فصيلة Mayacaceae
فصيلة وعلانية
فصيلة زيرونية
فصيلة Rapateaceae
فصيلة Eriocaulaceae
رتبة Hydatellales
فصيلة Hydatellaceae
رتبة قبئيات
فصيلة أسلية
فصيلة Thurniaceae
فصيلة سعدية
رتبة قبئيات
فصيلة Flagellariaceae
فصيلة Joinvilleaceae
فصيلة رستيونية
فصيلة Centrolepidaceae
فصيلة نجيلية
طبقة فوفلاوايات
رتبة Hanguanales
فصيلة Hanguanaceae
رتبة فوفلية
فصيلة فوفلية
طبقة السيكلنتيات
رتبة السيكلنتيات
فصيلة السيكلنتيات
طبقة كاذيات
رتبة كاذيات
فصيلة كاذية